# Brevicornu
Brevicornu är ett släkte av tvåvingar som beskrevs av Marshall 1896. Brevicornu ingår i familjen svampmyggor.

## Dottertaxa tillBrevicornu, i alfabetisk ordning[1][2]
- Brevicornu affinis
- Brevicornu amplum
- Brevicornu arcticoides
- Brevicornu arcticum
- Brevicornu auctum
- Brevicornu auriculatum
- Brevicornu beatum
- Brevicornu bellum
- Brevicornu bipartitum
- Brevicornu boreale
- Brevicornu caespitose
- Brevicornu californiense
- Brevicornu canadense
- Brevicornu canescens
- Brevicornu chinense
- Brevicornu cognatum
- Brevicornu concinnuse
- Brevicornu coronanse
- Brevicornu cristatum
- Brevicornu cuspidatum
- Brevicornu desfulianda
- Brevicornu disjunctum
- Brevicornu eximium
- Brevicornu fasciculatum
- Brevicornu fennicum
- Brevicornu fissicauda
- Brevicornu flaveolum
- Brevicornu flavum
- Brevicornu foliatum
- Brevicornu fragile
- Brevicornu fuscipenne
- Brevicornu glandis
- Brevicornu grandicaudum
- Brevicornu griseicolle
- Brevicornu griseolum
- Brevicornu gulianense
- Brevicornu hissaricum
- Brevicornu improvisum
- Brevicornu kingi
- Brevicornu lanceolatum
- Brevicornu loratum
- Brevicornu luteum
- Brevicornu maculautum
- Brevicornu marshalli
- Brevicornu mathei
- Brevicornu matilei
- Brevicornu melanderi
- Brevicornu neofasciculatum
- Brevicornu nigrofuscum
- Brevicornu occidentale
- Brevicornu parafennicum
- Brevicornu pedatum
- Brevicornu proprium
- Brevicornu proximum
- Brevicornu quadriseta
- Brevicornu radiatum
- Brevicornu rosmellitum
- Brevicornu ruficorne
- Brevicornu rufithorax
- Brevicornu sakhalinense
- Brevicornu serenum
- Brevicornu sericoma
- Brevicornu setigerum
- Brevicornu setulosum
- Brevicornu spathulatum
- Brevicornu subarcticum
- Brevicornu subfissicauda
- Brevicornu subrufithorax
- Brevicornu tongariro
- Brevicornu turgidula
- Brevicornu turkmenicum
- Brevicornu verralli
- Brevicornu villosum
- Brevicornu wuyensis